# Ludhmila Hajjar
Ludhmila Abrahão Hajjar (Anápolis, 16 de maio de 1977) é uma médica cardiologista brasileira e professora de cardiologia associada na Faculdade de Medicina da Universidade de São Paulo (FMUSP) tendo, também, publicado diversos artigos durante o período de pandemia de COVID-19. É graduada em medicina pela Universidade de Brasília (UNB) e doutora pela Faculdade de Medicina da USP.

## Carreira
É formada pela Faculdade de Medicina da Universidade de Brasília (UNB), especializada em terapia intensiva e medicina de emergência. Professora da Faculdade de Medicina da Universidade de São Paulo (FMUSP), diretora no Instituto do Coração, o mais reconhecido serviço de cardiologia da América Latina.
Foi convidada pelo governo Jair Bolsonaro para ser ministra da Saúde, tendo recusado.

## Prêmios
- 2011 - Prêmio CAPES para sua Tese "Estudo prospectivo e randomizado das estratégias liberal e restritiva de transfusão de hemácias em cirurgia cardíaca"[8]
- 2016 - Prêmio CAPES para Tese de um orientando seu[9]
- 2021 - Prêmio Mulheres na ciência da USP[10]
- Pesquisadores mais influentes da ciência mundial, Universidade de Stanford[11][12]
- Reconhecimento como uma das 20 mulheres de sucesso do ano de 2022, Revista Forbes[13]